# つボイノリオ
つボイ ノリオ（本名：坪井 令夫（）、1949年〈昭和24年〉4月18日 - ）は、日本のラジオパーソナリティ、シンガーソングライター、有限会社坪井令夫商店代表取締役。

## 略歴
愛知県中島郡奥町（現・一宮市奥町）生まれ。1歳半の頃に中島郡今伊勢町（現・一宮市今伊勢町）に引っ越す。一宮市立今伊勢南保育園、一宮市立今伊勢小学校、一宮市立今伊勢中学校、愛知県立一宮高等学校、愛知大学法経学部経営学科卒。大学卒業後の就職先として、父親が社員であった名古屋鉄道の入社試験を受け、一次は通ったものの、二次で不採用となった。卒業後、就職先もなくぶらぶらすることになる。
その後、かつて大学在学中にCBCラジオの深夜番組『CBCヤングリクエスト』へ出演したことをきっかけにして芸能界入りする。この出演時に歌った自作の曲「本願寺ぶるーす」で、1970年4月25日にテイチクレコード（現：テイチクエンタテインメント）よりレコードデビュー（スリー・ステップ・トゥ・ヘブン名義）を果たしている。
1972年5月に始まった『ミッドナイト東海』（東海ラジオ）のメインDJになってからは本格的に名古屋でDJとして活躍開始するが、鈴蘭高原のウッドストック・フェスティバルに「放送局がストしているみたいだねー」と放言した「ウッドストック舌禍事件」の引責で降板。同番組にて猥言を繰り返し愛知県教育委員会からのクレームで降板を余儀なくされた森本レオに続き、つボイもわずか5か月で降板となった。
また、同時に元スリー・ステップ・トゥ・ヘブン、元チェリッシュの奥山敬造、桑原宏司と「欲求不満フォークソング・ボーイズ」を結成して音楽活動も本格的にはじめる。日本ビクター（現：JVCケンウッド）の音楽レコード事業部のビクターレコード（現：JVCケンウッド・ビクターエンタテインメント）からメジャーデビューするものの、2年後に脱退、それにより、バンドも解散する。
その後は、名古屋を中心にラジオパーソナリティとして活動。1973年よりCBCラジオの番組に出演するようになり、『土曜天国』や『ばつぐんジョッキー』などのCBCラジオの看板番組を数多く担当。天野鎮雄や兵藤ゆき、CBCアナウンサーの多田しげおや小堀勝啓（現・フリーアナウンサー）らと並ぶ名古屋のラジオスターとしての地位を確立する。
また、放送禁止指定を受けた曲を多数発表。
1970年代後半には東京にも進出し、『オールナイトニッポン』（ニッポン放送）、『おはよう!こどもショー』（日本テレビ）、『プリンプリン物語』（NHK総合）、『つボイノリオのつっぱり30分』（ラジオ関東）などに出演するが、後に体調を崩し、東京での仕事を切り上げて名古屋へ戻る。1981年4月放送開始のKBS京都の深夜番組『ハイヤングKYOTO』の出演を契機に京都にも活動の場を広げる。
『ハイヤン』終了後の1987年からは、朝のワイド番組『つボイノリオのおはようアドベンチャー』を担当。同番組担当時には、放送前日にパソコン持参でKBS京都が用意した京都ホテルの一室に泊まり込んでいた時期もある。
1985年、坪井令夫商店を設立。パーソナルコンピュータが8ビットが主流の時代、フォント（ていねい君、まるみちゃん、乱筆君）などを発売する。また、任天堂のファミリーコンピュータ用ソフトの製作下請けをしていたこともある。また、レコード会社を東芝EMI（現：ユニバーサル ミュージック ジャパン）に移籍（1996年まで）。
インターネットラジオにも進出し、『つボイ@ラジオ』（アスキー）、『つボイ楽耳王』（ハラショー）を担当。後者は2005年5月に一旦終了したが、同年8月に生放送番組として復活。2010年9月3日をもって再度配信を終了した。
1993年10月～現在、CBCラジオで朝9:00～11:55に放送している『つボイノリオの聞けば聞くほど』のパーソナリティを務め、名古屋の朝のラジオの顔として活動中。
また2006年よりiTunes Storeを中心に新曲を発表（CBCも絡んでいる）、ミュージシャンとしての活動も再開している。
2009年4月18日には生まれ故郷の一宮市尾西市民会館で還暦記念クラシックコンサートを行った。
同年5月27日に体の不調を訴え、自ら病院へ向かって検査を受けた結果、軽い心筋梗塞であることが判明。約1か月間『つボイノリオの聞けば聞くほど』の出演を休養することが5月28日の番組冒頭でCBCアナウンサーの小高直子から発表された。休養中、番組パーソナリティは同じくCBCアナウンサーの塩見啓一が務めた。同年6月22日に復帰。
2016年には「平成28年度愛知県芸術文化選奨・文化賞」を受賞。この賞は、愛知県が芸術文化の各分野において、その向上発展に貢献し、業績が顕著な個人・団体に贈られている。
2018年に日本記念日協会が6月9日を「つボイノリオ記念日」として認定。
2022年6月22日にはラジオ番組『つボイノリオの聞けば聞くほど』出演後に体調を崩し発熱。PCR検査の結果コロナウイルス陽性判定を受け、翌日6月23日の『聞けば聞くほど』を休演した。
2025年1月29日の『つボイノリオの聞けば聞くほど』で、前立腺癌の診断を受けていることを公表。

## 人物
- 家族は現在、妹（年齢不明）、妻[注釈 1]（1980年1月結婚、年齢不明）、息子2人。なお、岐阜県出身の父親（元名鉄社員）は2006年7月（没年齢不明）に、保育士だった母親は2001年12月（満73歳没）にそれぞれ他界している。
- 子供の頃住んでいたところは念仏が盛んで、祖母も池田勇諦の追っかけだった。小さい頃から祖母に付いて色々な寺の説教を聞いて回り、これがつボイの話芸の原点になっている。
- 講道館柔道初段、飲食店営業許可、はり師・きゅう師、自動車運転免許、自動二輪運転免許を所持。一時期、先述のように京都で番組を持っていた頃、バイクで京都まで通っていた時期もあったと語る。
- 坪井「令夫」（つぼい のりお）を読めない人が多いのでデビュー当時は「坪井のりお」名義だったが四柱推命マニアのリスナーから「坪井のりおは頂点を極めるが、真っ逆さまに転落する画数」とのハガキが届く、そのリスナーが提案した芸名が「『絶対に有名に成らないが長続きする』というつボイノリオ」。「太く短く」「細く長く」どちらを選ぶか迷ったが、「人気は逃げるけど、実力は逃げないよ」と中島公司CBCアナウンサーに言われ、「一過性の人気よりもDJとして長年やっていく実力をつけたい」と考えて「つボイノリオ」を選択しラジオ番組「つボイノリオの聞けば聞くほど」を30年以上継続していると発言している[7]。
- 現在は東海地方限定のような形で芸能活動を展開しているが、1970年代後半 - 1990年代初頭にかけては、パーソナリティとしての高い才能が買われ、東海地方のみならず関東（ニッポン放送など）、関西（KBS京都など）でもレギュラー番組を獲得し、それら担当番組も軒並み高い聴取率を得ていた。そのため少なくとも2020年代において50代以降の年代には全国的にもつボイの名は広く知れ渡っており、東海地区のみならず全国規模においてもラジオ界の大御所として位置づけられる人物である。ラジオの月刊誌などでは頻繁に永六輔、吉田照美、大沢悠里ら東京キー局で人気ラジオ番組を長年受け持っている大御所と並んでつボイの紹介記事が掲載されている。また、CBCテレビ製作のTBS系全国ネットアニメにもゲスト声優として出演したことがある。
- 『オールナイトニッポン』（ニッポン放送）でDJとしての能力が高く評価された大槻ケンヂや西川貴教らも、つボイが担当していた『オールナイト』や『ハイヤングKYOTO』（KBS京都）を学生時代に欠かさず聞いており、彼らのラジオ番組での話術の特徴であるサブカルチャーに対する造詣の深さや下ネタを巧みに織り込んだ話し口は、少年期に聞いたつボイの話術が大きく影響してのものである。そのため、彼らは「ラジオ界における師匠のような存在」としてつボイに敬意を払っており、名古屋に仕事で来る時には真っ先にCBCに赴き、つボイのところまで挨拶をしに来るというのが慣例となっている。
- ラジオパーソナリティとしては、自らの芸風からFM局に対する対抗意識が強く、「FMなんてお洒落さを看板にして気取っているだけ」と発言している。しかし、自らも過去にはFM愛知で『つボイノリオのバックステージパス』という音楽番組を持っていた[注釈 2]。
- ラジオ番組内で骨髄バンクを取り上げることが多く、闘病中の患者やドナーからの投稿も多い。

「NPO法人・全国骨髄バンク推進連絡協議会」会長の大谷貴子（大阪市出身・名古屋で闘病）とも親交があり、CBCが毎年開催する「ラジオまつり」（現在は「ラジオッスまつり」に改称）に担当番組『聞けば聞くほど』が出店するブース「つボイノリオの駄菓子屋さん」で得た収益は全額、同法人に寄付している。

## エピソード
- 愛知大学在学中は日本拳法部に在籍し、練習という名の相当なしごきを受けていた。しごきに耐え切れず合宿中に夜逃げしたこともある。
- 1977年秋から1979年春までの1年半、『オールナイトニッポン』の金曜日を担当していたが、丁度同時期にCBCラジオで『土曜天国』も担当。何れの番組も生放送であった関係上、『オールナイト - 』が終わるとすぐにニッポン放送のある東京・有楽町からCBCのある名古屋・新栄までバイクで直行し、そのまま『土曜天国』の打ち合わせ・本編放送を行うという強行スケジュールを約9ヶ月程続けていたが、あまりの過酷さから体調を崩してしまい、1978年6月で一時『土曜天国』を降板、『オールナイト - 』も同年9月を以て2部の担当からも降りることとなってしまった。このことが東京での活動を切り上げ名古屋での活動に本腰を入れようと考えた遠因となっているとされている。日刊スポーツなどの取材でつボイ自身も東京からの撤退の理由につき同旨の話をしばしば行っており、「（東京進出を決心したのは）僕の勘違いだった」と回顧している。

また、この時体調を崩したことをきっかけに、東京からの撤退後に鍼灸師の専門学校に通い、資格を取得した。
- 代表作ともいうべき「金太の大冒険」は、多くのタレント・俳優・スポーツ選手たちが愛唱歌としてカラオケなどでも歌っていると伝えられている（稲本潤一、天海祐希、森谷威夫ほか）。また山下達郎もこの曲を含めつボイの音楽作品を評価している人物であり、自身のラジオ番組で「変歌特集」なる特集を組む際には必ずつボイの歌を番組の「トリ」として流すのが慣例化している。山下曰く「つボイさんは実際に会うと、とてつもなく腰が低くいい人だが、いざ歌となると狂気の世界に突入する」と語る。立川談志は、この曲をコミックソング史上最大の楽曲として「彼は生まれてきた価値がある」と称賛して自ら「談志の好きな100曲」リストに選出するほどで、談志から「落語会の前座で歌ってくれ」と誘われたことがある。ところが談志が参議院議員だった当時（1975年）、問題態度が相次いだことで沖縄開発政務次官をわずか36日で辞任したことでこの落語会自体も無くなる。しかしその後名古屋で落語会が開催された時に主催者から「楽屋に来たら談志さんに会わせてあげます」と誘われて来場するも、当日の談志は非常に機嫌が悪くなかなか高座に出て来なかったということで「そんなとこに行けない」として断念、この時もつボイは談志に会うことが無かった[8]。
- かつて『ミッドナイト東海』で舌禍事件を起こして僅か5か月でDJを降板させられたり、1990年代前半のKBS京都の倒産危機の影響をもろに受け、他のパーソナリティと同じく朝ワイドのレギュラーを降ろされたりするなど、『つボイノリオの聞けば聞くほど』以前の彼のパーソナリティ歴は波乱であった。そのこともあり、自らの担当している番組や放送局、聴取者に対して人一倍強い敬意と愛情の念を持っている。
- かつてはタレントの中では数少ない「2ちゃんねる」擁護派を自認する人物としても知られていた。
- 『つボイノリオの聞けば聞くほど』において1日に送られてくるFAX・ハガキ・メールの数は通算して600通は軽く越える。投稿FAXなどを番組開始のときから自身の所有するパソコンにスキャンして全て保管し、番組資料として時に使用している。つボイいわく「これらのFAXは僕にとっては札束のように見える」とのこと、また番組が終ったあとも局に居残り、取り上げられなかったものも含めてその日に送られてきた全ての投稿コメントに目を通し、内容によって細かく分類する作業を行うという[注釈 3]。
- 親交のあるばんばひろふみ（お茶の先生が同じ）との縁でばんばが参加する茶会のサークルに参加し、その集まりがあったのだが、開催時間が現在担当中の『聞けば聞くほど』の生放送とかぶってしまい、「自分の趣味で番組に穴を明けることはリスナーたちに失礼に当たる」と丁重にばんばやその茶会のほかのメンバーからの誘いを断ったという。自分だったら間違いなくラジオを休んで茶会に出るほうを選択していたとばんばは述べている。ばんばはそのエピソードを担当していた『ツー快!お昼ドキッ』の中で紹介し「ラジオパーソナリティの鑑」として彼の人柄を賞賛している。
- 2000年3月26日付の米紙ニューヨーク・タイムズの"Governor Butts Heads With Sumo Ban on Women"[新聞 1] なる記事に登場し、太田房江大阪府知事が大相撲春場所で知事賞を土俵上で直接授与できない問題について、"a popular television announcer"として「天井からロープで吊るしてみては」とコミカルな解決策を語っている（文末）。
- CBCテレビの中日ドラゴンズ戦中継でつボイと副音声で共演することになった野球解説者の小松辰雄（元中日投手）は、スタッフから渡されたつボイのプロフィールを見て、「名前を見ると『つ』だけが平仮名で後が片仮名だったから、スタッフが名前を間違えたのかと思った」と語っている。また同様の理由から時々「フボイノリオ」と誤植されてしまうことがある。その他、「つぼイノリオ」と誤植されることもある。
- 愛知県には民放AMラジオ局が2社あるが、つボイの出演はほとんどCBCラジオがメインであり、東海ラジオはデビュー時の『ミッドナイト東海』ぐらいしか出ていない。これは1973年にCBCラジオから同局初のレギュラー番組である『ニクイ7番 電話してよかった!』のオファーがあったのだが、その初回放送日は東海ラジオのイベントでつボイが当時所属していた「欲求不満フォークソング・ボーイズ」が”前座”を務める予定だった。その為つボイだけ欠席出来ないかと東海ラジオに相談したところ契約書を交わしていないにも関わらず「そんなの契約違反だ！」と怒鳴られ、泣く泣くCBCラジオに断りを入れたら当時の制作部長が「つボイ君、タレントは自ら仕事を断るものではないよ。こちらで何とかしよう」と話し、初回放送日のみ担当曜日をずらしてくれた。その好意につボイは感激し「もう東海には出ない！CBCラジオについてゆく！ついでにバンドも辞める！」と決意。以後CBCラジオでのパーソナリティ人生が始まった [ラジオ 1]。

## 音楽作品

### シングル
本願寺ぶるーす（1970年）
学生時代にCBCラジオの公開録音へ出演して歌った曲。シングルは「スリー・ステップス・トゥ・ヘブン」名義でのリリース。
ちなみに、この曲はつボイが初めて民放連から「要注意歌謡曲」に指定された曲である。歌詞・タイトルが浄土真宗（真宗）系各教団を小ばかにしたものと受け取られかねない（歌詞の中に再三出てくる経文は親鸞が著した基本教典の一つ、正信念仏偈の冒頭部分である）ことが理由かどうかは定かでない。
クレイジーケンバンドの横山剣は、自ら作詞・作曲した「まっぴらロック」のサビはこの曲からヒントを得たと語っている。
断絶の壁（1970年）
シングル「本願寺ぶるーす」B面曲。歴然と存在する「壁」に対しての、男の怒りと嘆きを唄ったプロテストソング（もちろん自称）。歌詞自体は非常にシリアスな内容なのだが、最後の最後でちょっとしたオチがある。
金太の大冒険（1975年）
つボイの代表曲ともいえるコミックソング。ぎなた読みによるある特定の言葉を明確に発音することが特徴である。
一宮の夜（1975年）
シングル「金太の大冒険」B面曲。出身地の一宮市を舞台にした歌謡曲。ちなみにCBS・ソニー（現・ソニー・ミュージックレコーズ）版（A面曲扱い）も存在し、歌詞がオリジナル（エレック）版と一部異なる。
極付け!お万の方（1976年）
「金太の大冒険」と同様にぎなた読みによるある特定の言葉を明確に発音することが特徴である。
つボイが『EXテレビ』に出演した際に「『金太の大冒険』は20日で放送禁止となったが、この歌は6日で放送禁止になった」と語っている。
なお本曲は後述する配信限定シングル「KINTA Ma-xim MIX」（キンタ・マ キシム・ミックス）の中でメドレーの内の一曲として採用されている。
吉田松陰物語（1976年）
長唄調の出だしで始まる。「金太の大冒険」と同様にぎなた読みによるある特定の言葉（性的な内容を含むリンク先）を明確に発音することが特徴である。
快傑黒頭巾（1976年）
ここでいう「黒頭巾」とはコンドームのことであり、歌詞には避妊に関連したキーワードが登場する。高垣眸の小説『快傑黒頭巾』とは無関係）
上記の「金太～」「極付け!～」「吉田～」「怪傑～」の4曲は言語の融合によって笑いを取るコミックソング。各楽曲の主人公である「金太」「お万」「松陰」「近藤」（「怪傑黒頭巾」内で登場する）は通常の人名であるし、筋書きも普通であるのに、その直後にそれぞれ「ま」「こ」「しん」「む」で始まる単語を繋げることによって文章のダブルミーニングが生み出される。その下ネタが笑いの種であり、また放送禁止となった原因でもある。「要注意歌謡曲」の制度が消滅した現在では「金太の大冒険」はたまにテレビやラジオから流れることがある。
「金太の大冒険」などの歌詞は、つボイがパーソナリティを務めた岐阜放送ラジオ（岐阜新聞系）の伝説的深夜番組『ヤングスタジオ1430』の「小噺コーナー」の投稿が元になっている。
ワッパ人生（1976年）
タクシー運転手を主人公にした曲。「一宮の夜」と同様にエレック版（「怪傑黒頭巾」B面曲扱い）とCBS・ソニー版（A面曲扱い）とが存在。ただしCBS・ソニー版では、エレック版での歌詞の一部をカットして収録、その分だけ曲が短縮されている。数少ない放送禁止指定を免れた曲だったこともあってか、自身がパーソナリティを務めた『土曜天国』では、この曲のレコードが頻繁にかけられた（同番組でよくかかったのは、CBS・ソニー版だったと思われる）。
女学生（1976年）
CBS・ソニー版では「ワッパ人生」B面曲として収録。つボイの作詞・作曲で、安達明の「女学生」とは同名異曲。
恋のいちゃいちゃ（1978年）
藤岡孝章作詞/作曲・野村豊編曲。タイトルの通り、カップルが戯れる様子を歌った曲。デュエット曲なのだが、女性パートもつボイが裏声を駆使して歌っており、ジャケットでもつボイが女装をして、一人二役を演じている。
花のDJ稼業（1978年）
シングル「恋のいちゃいちゃ」B面曲。ディスクジョッキーの裏事情を綴った曲。氏が音楽作品中で自身の心境を語ることは非常に珍しい。なお2006年には57歳の視点で歌詞を書き改めた「花のしゃべり屋稼業」が発表された（CBCラジオによる期間限定コンピレーションアルバムおよび、『つボイノリオ ゴールデン☆ベスト』に収録）。
祭りだワッショイ チンカッカ（1984年）
京都に進出した時期の作品。藤 吉佐登（牧冬吉の妻）とのデュエット曲で、中村敦夫作詞・小川寛興作曲。ジャケット撮影時のメイクは元ザ・スターリンの遠藤ミチロウが手掛けた。
名古屋はええよ!やっとかめ（1985年）
同じ愛知県出身の山本正之に依頼した作品。
飛んでスクランブール（1996年）
同年発売のベストアルバム『あっ超ー』で初公開された楽曲。「アナログレコード風の音飛び」を意図的に創り出すことにより、単語の順序に左右されない発展的手法を編み出している。つボイ自らパソコンのサウンドレコーダーを使いデモテープを制作した。音飛びのないバージョンも音源としては存在するが、当然この曲の意図する面白さとは無縁。庄野真代の「飛んでイスタンブール」とは、曲名が似ているだけで関連はない。
オレオレ詐欺のドナタ（2004年）
宮地佑紀生・伊藤秀志とトリオを結成して オレオレ詐欺を揶揄しつつ防止啓蒙する作品。
KINTA Ma-xim MIX（2006年）
21世紀初のソロ作品で、リリースは「iTunes Store」限定。ダンスチャートでは20日間首位を独占し続けた上、総合ランキングでもトップ20以内（最高17位）という快挙を成し遂げた。この成功により、同年6月9日、中部日本放送通販サイトからCDも発売され、発売日前に完売となる。「金太の大冒険」「本願寺ぶるーす」「怪傑黒頭巾」「花のDJ稼業」「極付け!お万の方」のメドレーで、タイトルに「ミックス」とはあるが厳密な意味でのリミックスではなく、ヴォーカルが再録音されている。
インカ帝国の成立（2006年）
同年9月「iTunes Store」のワールドジャンルからリリースされた、「飛んでスクランブール」以来10年ぶりの完全新曲。インカ帝国の初代国王となるマンコ・カパックが幾多の試練に苦悩しつつ、心を開かれた土地クスコで国を興すまでを描く超歴史スペクタクル。もともとは80年代初頭にガロの元メンバーの依頼で提出→即日ボツとなった曲で（当初「インカ帝国の滅亡」というタイトル）、1996年発売の『あっ超～』では、新曲のひとつとして提出されながらレコード会社の判断で2度目の不採用となった過去をもつ。
雪の中の二人（2007年）
インカ帝国の成立同様、後述するベスト・アルバム『あっ超～』で新曲として提出されながら不採用。同年3月「iTunes Store」の歌謡曲ジャンルからリリースされ、翌日にはCBCラジオと関係の深い夏川りみの「涙そうそう」などを抑えて首位を獲得した。このiTunes版では、『冬のソナタ』の主題歌「最初から今まで」を意識したイントロが追加されている。
世界の国からあそこから（2008年）
作詞・作曲・歌唱はもちろんのこと、「カオシレーター」を操り自身で演奏を披露している。世界各国の地名をちりばめた歌詞は地理の勉強になるが、なぜか「R指定」楽曲のごとく扱われている。同年11月3日、「着うた」で配信開始。同年12月1日には「iTunes Store」で配信が開始された。ただし、三波春夫の「世界の国からこんにちは」とは、曲名がやや似ているだけで関連はない。

### フル・アルバム
『ジョーズ・ヘタ』（1976年）
エレックレコードから発売されたファーストアルバム。前年に発売されたシングル「金太の大冒険」を筆頭に「怪傑黒頭巾」「極付け!お万の方」「吉田松陰物語」など代表的な放送禁止歌が並ぶ。同レコード会社倒産後、収録曲順とジャケットを変更し『つボイノリオの大冒険』として1980年にユピテル音楽工業がリリース。2006年にエレックレコード復活に伴いオリジナル装丁でバップからCD復刻され、2008年にはポニーキャニオンからHQCDとして再リリースされた。2013年6月にはワーナーミュージック・ジャパンから3度目のCD化〈帯背面とレーベル面で名前が「つぼイノリオ」と誤植されている）。ジャケットには「ジョーズ」と赤い特大文字で書かれ、その下に小さく「-ヘタ-」と書かれている。泳ぐホホジロザメの下につボイの顔の写真が載るジャケットとなっており、一見、映画『ジョーズ』のサウンドトラックと見間違う構図となっている。現在、「iTunes Store」、および「レコチョク」などで配信がされている。

### ベスト・アルバム
『あっ超ー』（1996年）
東芝EMI（現・ユニバーサルミュージックLLC）から発売されたベストアルバム。
『つボイノリオ ゴールデン☆ベスト』（2011年、2014年）
2枚組ベストアルバム。デジタルリマスター版。2011年リリース版はポニーキャニオンから発売（現在廃盤）。2014年リリース版はワーナーミュージック・ジャパンから発売。収録曲は同一だがジャケットデザインのみ2011年リリース版、2014年リリース版でそれぞれ異なっている。

## 現在の担当番組
- CBCラジオ
  - つボイノリオの聞けば聞くほど（月曜 - 金曜 9:00 - 11:55、1993年10月4日 - ）小高直子と共に担当
  - CBCラジオ ＃プラス!（コーナーの「＃プラスこれが言いたい!」）
- CBCテレビ
  - つボイがファンである、中日ドラゴンズ戦の副音声を年数回担当する。近年は、SKE48メンバーによるドラゴンズ戦の副音声も始まり、つボイが出演する回数が減少傾向にある（つボイとSKE48メンバーが共に副音声を担当することもある）。

## 過去の担当番組

### ラジオ
- CBCラジオ
  - ニクイ7番 電話してよかった!/1973年10月 - 1974年3月（木曜担当）
  - 土曜天国/1974年4月 - 1978年6月、1982年10月 - 1984年3月（※パーソナリティは、1975年4月より担当。井上智子、兵藤ゆき、宮崎恵美子と共に担当）
  - ゴー・ゴー・ジュークボックス/1975年4月 - 1978年3月
  - のりのりだぁー歌謡曲 → のりのりだ ぽっぷん10分（後に15分になったが、再び10分に戻る）／1975年4月7日 - 1983年9月

番組が始まると、いつも「さあ、前座（欽ちゃんのドンといってみよう!）が終わりましたね」などと言っていた。
  - 星空ワイド 今夜もシャララ（通称「こんシャラ」）/1977年4月6日 - 1982年9月27日（水曜 → 1979年4月より月曜担当。権田増美、小西雅子と共に担当）
  - コッピィ歌の広場/時期不詳
  - サンデーワイド歌謡パドック → つボイノリオのサンデーホットヒット歌謡/1979年4月6日 - 1981年10月4日（安藤真由美と共に担当）
  - ばつぐんジョッキー/1984年4月2日 - 1986年9月29日（月曜担当。水野智代子と共に担当）
  - つボイノリオのパソコン10分/時期不詳、1987年4月 - ？[いつ?]
  - おしゃべりキーボード（ラジオでフライデイト 夜はこれから!内のコーナー番組）
  - もしもし!!こども電話相談室
  - NTT もしもし!!電撃隊
  - PUMP UP!1053ラジオ塾/1991年10月 - 1992年3月（木俣達彦、加藤千佳と共に担当）
  - もぎたてのカボチャたち/1992年4月6日 - 1993年9月27日（月曜担当。伊藤秀志と共に担当）
  - つボイノリオの人生すべからく/1998年10月 - 1999年3月
- 東海ラジオ
  - ミッドナイト東海/1972年5月 - 9月[1]
- エフエム愛知
  - リクエスト 右か!左か!/1973年12月 - 1975年5月
  - つボイノリオの今夜はすごいぜ!!/1979年4月4日？ - 1981年3月29日
  - ジョイナス・ミュージック/1981年頃
  - つボイノリオのパックステージパス/1984年11月2日? - 1987年11月20日?[1]
- 岐阜放送ラジオ
  - ヤングスタジオ1430/1972年12月 - 1977年3月
- ラジオ関西
  - つボイノリオの突っ張り30分/1976年4月 - 9月
  - 歌うサテスタ ヤぁ ヤぁ ヤぁ!（木曜担当）/1977年
- KBS京都ラジオ
  - ハイヤングKYOTO/1981年4月 - 1987年3月（水曜担当）、1996年4月 - 1997年9月（金曜担当）[1]
  - つボイノリオのおはようアドベンチャー/1987年7月 - 1992年3月、アシスタント:曽和伸子（初代、現 曽和ローズ）、影山（2代目、バイリンガル）、塩見祐子（3代目）
  - つボからボイン/2012年10月 - 2018年9月
- ラジオ大阪
  - JRAの競馬番組（1980年代後半）
  - つボイノリオの弁天家族!!/2003年9月 - 2004年3月
- ニッポン放送
  - つボイノリオのオールナイトニッポン/1977年9月 - 1979年3月（金曜1・2部 → 1978年10月より金曜1部担当）[1]
- ラジオ関東
  - つボイノリオのつっぱり30分/1976年4月 - 6月
  - 電撃ワイド うるとら放送局/時期不詳、1978年頃[いつ?]
- インターネット ラジオ enban.net（TECHWIN.WEB）
  - つボイ@ラジオ（つぼいあっとまーくらじお）  1999年11月8日 - 2002年11月19日（157回）
- インターネット ラジオ ハラショー
  - つボイ楽耳王（つぼいらじおう）  2002年12月16日 - 2010年9月14日（250回）

### テレビ
- 日本テレビ
  - おはよう!こどもショー（ミニミニ ワイド ジャーナル）[1]
- CBCテレビ
  - ぱろぱろエブリデイ
  - 週刊! しゅんワッチ
  - つボイノリオのドラゴンズ見れば見るほど（ドラゴンズ戦中継の副音声）高田寛之、小松辰雄。年に6回。
  - そこが知りたい 特捜!板東リサーチ（ナレーション）
  - イエヤスMAX（ナレーション）
- メ～テレ
  - スーパーJチャンネル 「手作り道具で素敵生活」「つボイノリオの真夜中の美術館」
- 岐阜放送
  - つボイノリオの金曜世聞!面白倶楽部（司会）
- 三重テレビ
  - のりおと15分
- テレビ愛知
  - 3時のつボッ!（2010年6月28日 - 2012年3月30日）

## その他の出演

### 声優
- プリンプリン物語（NHK総合テレビジョン）花のアナウンサー、花の吟遊詩人 役
- モンスターファーム シリーズ（CBC制作・TBS系）ツノマル 役
- 真・女神転生デビチル（CBC制作・TBS系）バンパイア 役
- 星のカービィ（CBC制作・TBS系）コックナゴヤ 役
- ミケの町詣[注釈 5]ミケ 役（主人公）

### 映画
- F (エフ)  -冒頭のシーンで羽田美智子に両親の交通事故を知らせる先生 役
- 三本木農業高校、馬術部

### ビデオドラマ
- 燃えよ少年ドラゴンズ!

### テレビ（その他）
- 決着!!どっちマニア新春スペシャル（2013年1月3日、テレビ朝日）
- 黄金鯱伝説グランスピアー（東海テレビ）
- 金とく アノコロTV（2020年6月5日[注釈 6]、9月12日[注釈 7]、NHK名古屋） - クイズ解答者[9]

## 関連人物
- 永六輔 - 『つボイノリオの聞けば聞くほど』内で放送されている『永六輔の誰かとどこかで』（TBSラジオ）のパーソナリティ。『つボイノリオの聞けば聞くほど』の隠れたファンで、名古屋に訪れた際にはこの番組に長時間にわたりゲスト出演していた。基本的にノーギャラで出演し、局や番組のグッズや昼食(局のお偉いさん帯同の時は高級天麩羅、つボイ自腹の時はラーメン)が出演料代わりで出演してもらっていた。11時前に放送される「誰かとどこかで」が永の意向で放送せず、CBC社内で問題になったこともあった。
また、2002年5月と2014年4月には、つボイ本人が永の番組『土曜ワイドラジオTOKYO 永六輔その新世界』（TBSラジオ）にゲスト出演したことがある。
- 立川談志 - 「金太の大冒険」を歌謡史に残る名作として最初に絶賛した人物[8]。「金太の大冒険」やつボイノリオのもつ世界観を熱く語ったインタビューもいくつか存在する。
- 笑福亭鶴光 - 1970年代のラジオ深夜放送を共に牽引。『オールナイトニッポン』を共に担当していた時代（1977年 - 1979年）から共に「下ネタ」、「ナンセンス」ネタを得意とするなど共通項が多かったせいか親交が深い。2006年春よりCBCラジオ昼のワイド番組『ツー快!お昼ドキッ』で水曜日のメインパーソナリティを担当した。
- 小高直子（CBCテレビアナウンサー） - 『つボイノリオの聞けば聞くほど』スタート時からのアシスタント。途中2度の産休をはさみ、現在に至るまで20年以上にわたりつボイのよき番組内の女房役として番組に欠くことのできない存在となった。
- 兵藤ゆき - 『土曜天国』時代のアシスタントを1976年から2年担当。近年のつボイの著書にも彼女がコメントを寄せるなど長い親交がある。
- 伊藤秀志 - 『つボイノリオの聞けば聞くほど』の金曜パートナー。彼が駆け出しのディスクジョッキーだった頃から親交があり、つボイを「師匠」「先生」などと呼び慕っている。
- 本地洋一（元岐阜放送アナウンサー）-『金曜世間面白倶楽部』で「ご意見番」として局社員が異例のゲスト出演、つボイとの掛け合いはラジオでも活躍をする本地アナならでは、岐阜放送の名物アナウンサーの一人である。
- 宮地佑紀生 - つボイに並ぶ、東海地方のラジオ界を代表するパーソナリティ。宮地がCBCのライバル局である東海ラジオでパーソナリティを務めていたことから、番組共演は少ないものの30年に及ぶ親交を持つ。ちなみにつボイと同じ1949年生まれであるが、学年では宮地のほうが1年上である。ただし、パーソナリティ歴で言えばつボイの方が先輩である。2013年、東海テレビの特撮ドラマ『黄金鯱伝説グランスピアー』で共演を果たす。
- 小堀勝啓（元CBCテレビアナウンサー） - テレビ番組への担当変更の際、つボイが「ラジオ界にとり大きな損失」として、その才能を高く評価しているアナウンサー。つボイは小堀担当番組にはテレビ・ラジオを含め友情出演することが多い。
- チェリッシュ - 同グループが結成される前、旧メンバーの奥山敬造とフォークグループを結成し短期間だが活動を共にしていた。以来、チェリッシュが現在のデュオ編成に変わってからも親交を続けている。一時期、『ばつぐんジョッキー』（CBCラジオ）で共に曜日別のパーソナリティを担当していた時代もある（1984年 - 1986年、月曜日がつボイ、金曜日がチェリッシュの担当日であった）。
- みうらじゅん - 旧友。サブカルチャーに対する造詣の深さで意気投合。ほかに竹内義和などもこの部類に入る。
- 大槻ケンヂ - つボイを「喋りの師匠」として敬意を表する歌手の一人。少年時代よりつボイが担当してきた『オールナイトニッポン』などを欠かさず聞き続け、将来、ラジオで自分の冠番組を持つことが芸能界入りを志望した理由であるといわれる。大槻に限らず、西川貴教など、つボイのトークを聞いてパーソナリティになることを決意した全国区で活躍するタレントは数多く存在する。
- 角田信朗 - 学生時代からのつボイファン。名古屋で格闘技のイベント等がある際にはつボイの番組に立ち寄ることが多い。
- 大橋照子 - つボイノリオが尊敬しているというDJ。
- 芦辺拓 - つボイがKBS京都のパーソナリティを務めていた時代からの熱烈なリスナーで、今も親交が深い大阪出身の推理作家。『和時計の館の殺人』など愛知県を舞台とした作品には、愛知県警の「坪井令夫警部」が登場する。
- 井伊英理 - シンセサイザーの父ロバート・モーグ博士から優れた演奏力でリコメンドされた世界屈指のテルミンプレーヤー。エアテルミンが得意なつボイとは同郷であり、「一宮の夜」を演奏レパートリーとするつボイノリオ・チルドレンである。
- 山下達郎 - ソロ・デビュー前に結成していたバンド、シュガー・ベイブで、つボイと同じエレック・レコードから唯一のアルバムをリリース。自身のラジオ番組の「変歌特集」時に必ずつボイの作品を「トリ」で流すほどの隠れつボイノリオフリーク。妻・竹内まりや共々つボイとは長年の親交を持つ。
- 塩見啓一 （CBCテレビアナウンサー） - CBCテレビのプロ野球ローカル中継にて行われる副音声番組「ドラゴンズ見れば見るほど」の進行役。つボイが「整理休暇」と題して1週間ほど休暇を取る際、月曜日～木曜日までの『聞けば聞くほど』の代理パーソナリティも務めている。
- 山田貴敏 （漫画家） - 学生時代、『ヤングスタジオ1430』のリスナーだったことを『つボイノリオの聞けば聞くほど』ゲスト出演時に告白。番組にもハガキ投稿していた。
- 三波豊和（俳優） - つボイと親交があり、名古屋で舞台がある時は遊びに来る。
- 安藤隆春（元警察庁長官） - 同郷、一宮高校の同級生でつボイと親交がある。
- 神谷明 - 若い頃から交友関係を持っており、自身のブログにもつボイと一緒に写った写真を掲載している。
- 金子デメリン（漫画家）-つボイの熱烈ファンで自身の作品の中につボイをモデルにした登場人物を登場させたり金太の大冒険を弾き語りするほどのファン。
- ろくでなし子 - 彼女の作品「まんこちゃん」を気に入っている。また、ろくでなし子自身もつボイを「大好き」と尊敬している[WEB 3]。

## 関連書籍
- のりのりだあPart5（有文社 1977年）
CBCラジオ『のりのりだあ歌謡曲』の放送時間直前にネットされていた『欽ちゃんのドンといってみよう!!』の本が当時既にPart1 - 4まで発行されており、勝手にライバル心を燃やして突然Part5として出版。放送内容を反映した、下ネタ寄りのコンテンツが含まれる。
- つボイノリオの聞けば聞くほど本（テレビライフ編集部・編/2004年2月） 学習研究社 ISBN 4054023509
- 『つボイノリオの聞けば聞くほど』15周年記念 CD BOOK（扶桑社・2008年11月）ISBN 4594058329
3枚組のCDと小冊子のセット。商品としては書籍扱い。
- つボイ正伝 - 「金太の大冒険」の大冒険（扶桑社・2008年12月）ISBN 4594058418
半生を語る、初の自叙伝。『つボイノリオのオールナイトニッポン』最終回を採録。つボイのこれまでの芸能活動にまつわる裏話に重点が置かれているためか、妻子については一切触れられておらず、両親についても名前等の詳細は記載されていない。